# 은유 (가수)
은유(1994년 ~)는 대한민국의 가수, 보컬 트레이너다. 2020년 노동본색 OST <Starry night>로 데뷔했다.

## 방송
- 모디션 (2019) - Top6

## 음반
- 노동본색 OST (2020) - 작사, 작곡, 보컬

## 수상
- 경기도 청소년 종합예술제 대중음악 개인 최우수상 (2008)
- 경기도 청소년 종합예술제 대중음악 개인 우수상 (2009, 2011)